# Pentax K100D
Pentax K100D — 6-мегапиксельный цифровой зеркальный фотоаппарат. Продажи в США начались 22 мая 2006. Разрешение снимка — 3008×2008 пикселов (может снижаться до 2400×1600 и 1536×1024). Диапазон выдержек от 30 до 1/4000 секунды.

## Описание
Системы снижения влияния дрожания рук сдвигом матрицы реализована путём смещения матрицы. Это означает, что стабилизация изображения будет работать с любым объективом. В том числе резьбовым.
На смену этой модели пришла K100D Super, анонсированная 27 июня 2007 года Pentax. Это модификация K100D с добавлением поддержки объективов с ультразвуковым мотором (SDM) и системой очистки матрицы от пыли путём быстрого её перемещения.
В настоящее время модель снята с производства. Поставлялась в следующих комплектациях:
- Body. Фотоаппарат без объектива.
- «Короткий» kit. Фотоаппарат с кит-объективом SMC Pentax DA 18-55 mm f/3,5-5,6 AL.
- «Длинный» kit. Фотоаппарат с kit-объективом SMC Pentax DA 50-200мм f/4-5,6 ED.
- Double kit. Фотоаппарат с набором из двух kit-объективов SMC Pentax DA 50-200 мм f/4-5,6 ED и SMC Pentax DA 18–55 mm f/3,5-5,6 AL.

## Некоторые технические характеристики
- Экспозамер: TTL 16-ти сегментный, центровзвешенный и точечный
- Питание: 4 батарейки типоразмера АА или 2 неперезаряжаемых литиевых батарейки CR-V3
- Режимы съёмки: программный, с приоритетом выдержки, с приоритетом диафрагмы, ручной, ручная выдержка, автоматический, сценарии (стандартный, портрет, ландшафт, макросъёмка, спорт, ночной портрет, стандартный без вспышки)
- Pentax не выпускает к этой модели батарейный блок-ручку. Однако существует Battery Grip P-100 фирмы Ansmann.